# Halloween Havoc
Pour les articles homonymes, voir Halloween (homonymie).

Halloween Havoc est un ancien pay-per-view de catch produit par la World Championship Wrestling de 1989 à 2000. Les deux premières éditions étaient sous la bannière NWA de la Jim Crockett Promotions. Les cinq dernières éditions se sont déroulés à Las Vegas au MGM Grand Garden Arena. Depuis 2020, la World Wrestling Entertainment à repris l'évènement pour la branche de NXT.

## 1989
Halloween Havoc 1989: Settling the Score s'est déroulé le 28 octobre 1989 au Philadelphia Civic Center de Philadelphie, Pennsylvanie.
- Tom Zenk def. Mike Rotunda (13:23)
  - Zenk a effectué le tombé sur Rotunda en reversant le tombé sur un plongé de Rotunda.
- The Samoan Swat Team (Samu, Fatu et The Samoan Savage) def. The Midnight Express (Bobby Eaton et Stan Lane w/ Jim Cornette) et Steve Williams (18:16)
  - Savage a effectué le tombé sur Lane après l'avoir envoyé percuter la raquette de tennis de Jim Cornette.
- Tommy Rich def. The Cuban Assassin (en) (8:26)
  - Rich a effectué le tombé sur Assassin après avoir esquivé un plongé et enchainé un Lou Thesz Press.
- The Freebirds (Jimmy Garvin et Michael Hayes) def. The Dynamic Dudes (Shane Douglas et Johnny Ace) pour conserver le NWA World Tag Team Championship (11:28)
  - Garvin a effectué le tombé sur Douglas en renversant une souplesse avec un plongé.
- Doom (Ron Simmons et Butch Reed) (w/Woman) def. The Steiner Brothers (Rick et Scott) (15:26)
  - Reed a effectué le tombé sur Rick.
- Lex Luger def. Brian Pillman pour conserver le NWA United States Championship (16:48)
  - Luger a effectué le tombé sur Pillman.
- The Road Warriors (Hawk et Animal) def. The Skyscrapers (Sid Vicious et Dan Spivey) (w/Teddy Long) par disqualification (11:39)
- Ric Flair et Sting (w/Ole Anderson) def. The Great Muta et Terry Funk (w/Gary Hart) (avec Bruno Sammartino en tant qu'arbitre spécial) dans un Thunderdome match (21:55)

## 1990
Halloween Havoc 1990: Terror Rules the Ring s'est déroulé le 27 octobre 1990 au UIC Pavilion de Chicago, Illinois.
- Dark match : Tim Horner def. Barry Horowitz (8:35)
  - Horner a effectué le tombé sur Horowitz.
- Dark match : Rip Rogers def. Reno Riggins (3:57)
  - Rogers a effectué le tombé sur Riggins.
- Tommy Rich et Ricky Morton def. The Midnight Express (Bobby Eaton et Stan Lane) (w/Jim Cornette) (20:49)
  - Rich a effectué le tombé sur Lane.
- Terry Taylor def. Bill Irwin (11:47)
  - Taylor a effectué le tombé sur Irwin.
- Brad Armstrong def. J.W. Storm (5:04)
  - Armstrong a effectué le tombé sur Storm.
- The Master Blasters (Blade et Steel) def. The Southern Boys (Tracy Smothers et Steve Armstrong) (7:17)
  - Blade a effectué le tombé sur Armstrong.
- The Freebirds (Jimmy Garvin et Michael Hayes) def. The Renegade Warriors (Chris Youngblood et Mark Youngblood) (17:28)
  - Garvin a effectué le tombé sur Chris.
- The Steiner Brothers (Rick et Scott) def. The Nasty Boys (Brian Knobbs et Jerry Sags) pour conserver le NWA United States Tag Team Championship (15:24)
  - Scott a effectué le tombé sur Knobbs.
- The Junkyard Dog def. Moondog Rex (3:15)
  - JYD a effectué le tombé sur Rex.
- NWA World Tag Team Champions Doom (Ron Simmons et Butch Reed) a combattu Ric Flair et Arn Anderson pour un double décompte à l'extérieur (18:20)
  - Doom conservait les titres.
- Stan Hansen def. Lex Luger pour remporter le NWA United States Championship (9:30)
  - Hansen a effectué le tombé sur Luger.
- Sting def. Sid Vicious pour conserver le NWA World Heavyweight Championship (12:38)
  - Sting a effectué le tombé sur Vicious.

## 1991
Halloween Havoc 1991: Chamber of Horrors s'est déroulé le 27 octobre 1991 au UTC Arena de Chattanooga (Tennessee).
- El Gigante, Sting, et The Steiner Brothers (Rick et Scott) def. Abdullah the Butcher, The Diamond Studd, Cactus Jack et Big Van Vader dans un Chamber of Horrors match (12:33)
- Big Josh et PN News def. The Creatures (Joey Maggs et Johnny Rich) (5:16)
  - News a réalisé le compte de trois sur l'une des Creatures.
- Bobby Eaton def. Terrance Taylor (16:00)
  - Eaton a effectué le tombé sur Taylor.
- Johnny B. Badd def. Jimmy Garvin (8:16)
  - Badd a effectué le tombé sur Garvin.
- WCW World Television Champion Steve Austin a combattu Dustin Rhodes pour un match nul résultant d'une limite de temps (15:00)
  - Austin conservait le titre.
- Bill Kazmaier def. Oz (3:59)
  - Kazmaier a fait abandonner Oz.
- Van Hammer def. Doug Somers (1:13)
  - Hammer a effectué le tombé sur Somers.
- Brian Pillman def. Richard Morton pour remporter le premier WCW Light Heavyweight Championship (12:45)
  - Pillman a effectué le tombé sur Morton.
  - C'était la finale d'un tournoi pour couronner le premier Light Heavyweight Champion.
- The WCW Halloween Phantom def. Tom Zenk (1:27)
  - The Phantom a effectué le tombé sur Zenk.
  - The Phantom se révélait plus tard comme Rick Rude.
- The Enforcers (Arn Anderson et Larry Zbyszko) def. The WCW Patriots (Todd Champion et Firebreaker Chip) pour conserver le WCW World Tag Team Championship (9:51)
  - Anderson a effectué le tombé sur Chip.
- Lex Luger (w/Harley Race) def. Ron Simmons (w/Dusty Rhodes) dans un match au meilleur des trois manches pour conserver le WCW World Heavyweight Championship (18:59)
  - Simmons a effectué le tombé sur Luger (4:54)
  - Simmons était disqualifié pour avoir balancé Luger par-dessus la troisième corde (15:00)
  - Luger a effectué le tombé sur Simmons après un piledriver (18:59)

## 1992
Halloween Havoc 1992: Spin the Wheel, Make the Deal s'est déroulé le 25 octobre 1992 au Philadelphia Civic Center de Philadelphie, Pennsylvanie.
- Dark match : Erik Watts et Van Hammer def. The Vegas Connection (Vinnie Vegas et Diamond Dallas Page) (12:00)
- Tom Zenk, Johnny Gunn et Shane Douglas def. Arn Anderson, Michael Hayes et Bobby Eaton (11:02)
  - Gunn a effetcué le tombé sur Hayes.
- Ricky Steamboat def. Brian Pillman (10:25)
  - Steamboat a effectué le tombé sur Pillman.
- Big Van Vader def. Nikita Koloff (11:35)
  - Vader a effectué le tombé sur Koloff.
  - Vader défendait le WCW United States Championship pour Rick Rude.
- NWA World Tag Team Champions et WCW World Tag Team Champions Barry Windham et Dustin Rhodes ont combattu Steve Williams et Steve Austin dans un match nul résultant d'une limite de temps (30:00)
  - Windham et Rhodes conservaient les titres.
- Rick Rude (w/Madusa) def. NWA World Heavyweight Champion Masahiro Chono (w/Hiro Matsuda) (avec Harley Race et Kensuke Sasaki en tant qu'arbitres spéciaux) par disqualification (22:23)
  - Chonoétait disqualifié par Race pour avoir balancé Rude par-dessus la troisième corde, Chono conservait le titre.
  - Après le match, Sasaki attaquait Rude et Race.
- Ron Simmons (w/Teddy Long) def. The Barbarian (w/Cactus Jack) pour conserver le WCW World Heavyweight Championship (12:41)
  - Simmons a effectué le tombé sur Barbarian.
- Sting def. Jake Roberts dans un Coal Miner's Glove match (10:34)
  - Sting a effectué le tombé sur Roberts après que celui-ci a été battu par son propre serpent.

## 1993
Halloween Havoc 1993: Spin the Wheel, Make the Deal s'est déroulé le 24 octobre 1993 au Lakefront Arena de La Nouvelle-Orléans, Louisiane.
- Ice Train, Charlie Norris et The Shockmaster def. Harlem Heat (Kole et Kane) et The Equalizer (9:45)
  - Shockmaster a effectué le tombé sur Kole.
- Paul Orndorff (w/The Assassin) def. Ricky Steamboat par décompte à l'extérieur (18:35)
  - Steamboat était décompté à l'extérieur après que The Assassin avait mis une arme dans son masque et lui donnait des coups de boule.
- WCW World Television Champion Lord Steven Regal a combattu Davey Boy Smith pour un match nul résultant de la limite de temps (15:00)
  - Regal conservait le titre.
- Dustin Rhodes def. Steve Austin pour conserver le WCW United States Championship (14:23)
  - Rhodes a effectué le tombé sur Austin.
- The Nasty Boys (Brian Knobbs et Jerry Sags) (w/Missy Hyatt) def. Marcus Bagwell et 2 Cold Scorpio (w/Teddy Long) pour remporter le WCW World Tag Team Championship (14:38)
  - Knobbs a effectué le tombé sur Scorpio.
- Sting def. Sid Vicious (10:41)
  - Sting a effectué le tombé sur Vicious.
- Rick Rude def. Ric Flair par disqualification pour conserver le WCW International World Heavyweight Championship (19:22)
- Vader def. Cactus Jack dans un Texas Death Match (15:59)

## 1994
Halloween Havoc 1994 s'est déroulé le 23 octobre 1994 au Joe Louis Arena de Detroit (Michigan).
- Main Event match : Booker T def. Brian Armstrong
  - Booker a effectué le tombé sur Armstrong.
- WCW World Television Champion Johnny B. Badd a combattu The Honky Tonk Man pour un match nul résultant de la limite de temps (10:00)
  - Badd conservait le titre.
- Pretty Wonderful (Paul Orndorff et Paul Roma) def. Stars 'n' Stripes (The Patriot et Marcus Alexander Bagwell) pour remporter le WCW World Tag Team Championship (13:47)
  - Orndorff a effectué le tombé sur Bagwell.
- Dave Sullivan def. Kevin Sullivan par décompte à l'extérieur (5:17)
- Dustin Rhodes def. Arn Anderson (9:50)
  - Rhodes a effectué le tombé sur Anderson.
- Jim Duggan def. Steve Austin par disqualification pour conserver le WCW United States Championship (8:02)
  - Austin après avoir affligé à Duggan un back body drop de la troisième corde.
- Vader (w/Harley Race) def. The Guardian Angel (8:17)
  - Vader a effectué le tombé sur Angel.
- The Nasty Boys (Brian Knobbs et Jerry Sags) def. Terry Funk et Bunkhouse Buck (7:56)
  - Knobbs a effectué le tombé sur Funk.
- Hulk Hogan  def. Ric Flair  (w/Sensuous Sherri (avec Mr. T en tant qu'arbitre spécial) dans un Steel Cage match pour conserver le WCW World Heavyweight Championship (19:25)
  - Hogan a effectué le tombé sur Flair après un Atomic leg drop.

## 1995
Halloween Havoc 1995 s'est déroulé le 29 octobre 1995 au Joe Louis Arena de Detroit (Michigan).
- Main Event match : Eddie Guerrero def. Disco Inferno (3:21)
  - Guerrero a effectué le tombé sur Inferno.
- Main Event match : Paul Orndorff def. The Renegade (1:22)
  - Orndorff a effectué le tombé sur Renegade.
- Main Event match : Chris Benoit et Dean Malenko def. The Blue Bloods (Lord Steven Regal et Earl Robert Eaton) (8:41)
  - Benoit a effectué le tombé sur Regal.
- Main Event match : Sgt. Craig Pittman def. VK Wallstreet (3:37)
  - Pittman a effectué le tombé sur Wallstreet.
- Johnny B. Badd def. Diamond Dallas Page pour remporter le WCW World Television Championship (17:01)
  - Badd a effectué le tombé sur Page après que Maxx Muscle lui ait porté par incident un coup de la corde à linge.
- Randy Savage def. Zodiac (1:30)
  - Savage a effectué le tombé sur Zodiac après un Flying Elbow.
- Kurasawa (w/Col. Robert Parker) def. Road Warrior Hawk (3:15)
  - Kurasawa a effectué le tombé sur Hawk avec ses pieds dans les cordes.
- Sabu (w/The Sheik) def. Mr. JL (3:25)
  - Sabu a effectué le tombé sur JL après un split-legged moonsault.
- Lex Luger def. Meng par disqualification (13:14)
  - Meng était disqualifié après que Kevin Sullivan intervenait en sa faveur.
- Sting et Ric Flair def. Brian Pillman et Arn Anderson par disqualification (17:09)
  - Pillman & Anderson étaient disqualifiés quand Flair se retournait contre Sting.
- Hulk Hogan def. The Giant dans un Sumo Monster truck competition
  - C'était enregistré la veille au sommet d'un building.
- Randy Savage def. Lex Luger (5:23)
  - Savage a effectué le tombé sur Luger après un Flying Elbow.
- The Giant def. Hulk Hogan (w/Jimmy Hart) par disqualification pour remporter le WCW World Heavyweight Championship (16:57)
  - Hogan était disqualifié après que Hart frappait l'arbitre avec son mégaphone.

## 1996
Halloween Havoc 1996 s'est déroulé le 27 octobre 1996 au MGM Grand Garden Arena de Las Vegas, Nevada.
- Dark match : Jim Powers def. Pat Tanaka
  - Powers a effectué le tombé sur Tanaka.
- Dark match : Psicosis et Juventud Guerrera def. Damien et Halloween
  - Guerrera a effectué le tombé sur Damien.
- Dean Malenko def. Rey Misterio, Jr. pour remporter le WCW Cruiserweight Championship (18:32)
  - Malenko a effectué le tombé sur Misterio après un powerbomb de la troisième corde.
- Diamond Dallas Page def. Eddie Guerrero (13:44)
  - Page a effectué le tombé sur Guerrero après un Diamond Cutter.
- The Giant def. Jeff Jarrett par disqualification
  - Jarrett était disqualifié après que Ric Flair affligeait à Giant un coup dans les parties intimes.
- Syxx def. Chris Jericho (9:49)
  - Syxx a effectué le tombé sur Jericho après un spinning heel-kick.
- Lex Luger def. Arn Anderson (12:22)
  - Luger a fait abandonner Anderson sur un Human Torture Rack.
- Steve McMichael et Chris Benoit (avec Woman et Debra McMichael) def. The Faces of Fear (Meng et The Barbarian) (9:23)
  - Benoit a effectué le tombé sur Meng après un Diving Headbutt.
- The Outsiders (Kevin Nash et Scott Hall) def. Harlem Heat (Booker T et Stevie Ray) (w/Sister Sherri et Col. Robert Parker) pour remporter le WCW World Tag Team Championship (13:07)
  - Hall a effectué le tombé sur Ray après l'avoir frappé avec la cane à Parker.
- Hollywood Hogan def. Randy Savage pour conserver le WCW World Heavyweight Championship (18:37)
  - Hogan a effectué le tombé sur Savage.
  - Après le match, Roddy Piper faisait son début à la WCW en confrontant Hogan.

## 1997
Halloween Havoc 1997 s'est déroulé le 26 octobre 1997 au MGM Grand Garden Arena de Las Vegas, Nevada.
- Yuji Nagata (w/Sonny Onoo) def. Ultimo Dragon (9:42)
  - Nagata a fait abandonner Dragon sur un armlock.
- Chris Jericho def. Gedo (7:18)
  - Jericho a fait abandonner Gedo sur un Liontamer.
- Rey Misterio, Jr. def. Eddie Guerrero dans un Mask vs. Title match pour remporter le WCW Cruiserweight Championship (13:51)
  - Misterio a effectué le tombé sur Guerrero avec un hurricanrana.
- Alex Wright (w/Debra) def. Steve McMichael (6:31)
  - Wright a effectué le tombé sur McMichael après que Goldberg attaquait McMichael.
- Jacqueline def. Disco Inferno (9:39)
  - Jacqueline a effectué le tombé sur Inferno avec un roll-up.
- Curt Hennig def. Ric Flair par disqualification pour conserver le WCW United States Championship (13:57)
  - Flair était disqualifié après avoir donné un coup de pied à Hennig avec le titre US.
- Lex Luger def. Scott Hall (avec Larry Zbyszko en tant qu'arbitre spécial) (13:02)
  - Luger a fait abandonner Hall avec le Torture Rack.
- Randy Savage (w/Miss Elizabeth) def. Diamond Dallas Page dans un Las Vegas Death match (18:07)
  - Savage a effectué le tombé sur Page après qu'un faux Sting le frappait avec une batte de baseball.
- Roddy Piper def. Hollywood Hogan dans un Steel cage match (13:37)
  - Piper a battu Hogan sur une sleeper hold.

## 1998
Halloween Havoc 1998 s'est déroulé le 25 octobre 1998 au MGM Grand Garden Arena de Las Vegas, Nevada.
- Chris Jericho def. Raven pour conserver le  WCW World Television Championship (7:49)
  - Jericho a fait abandonner Raven avec le Liontamer.
- Wrath def. Meng (4:23)
  - Wrath a effectué le tombé sur Meng après un Meltdown.
- Disco Inferno def. Juventud Guerrera (9:39)
  - Inferno a effectué le tombé sur Guerrera après un piledriver pour devenir aspirant numéro un au WCW Cruiserweight Championship.
- Alex Wright def. Fit Finlay (5:09)
  - Wright a effectué le tombé sur Finlay après un Hangman's Neckbreaker.
- Saturn def. Lodi (3:50)
  - Saturn a effectué le tombé sur Lodi après un Death Valley Driver.
- Billy Kidman def. Disco Inferno pour conserver le WCW Cruiserweight Championship (10:49)
  - Kidman a effectué le tombé sur Inferno après un Shooting star press.
- Rick Steiner et Buff Bagwell def. The Giant et Scott Steiner pour remporter le WCW World Tag Team Championship (8:24)
  - Rick a effectué le tombé sur Scott après un Steiner Bulldog.
  - Scott Steiner était le remplaçant de Scott Hall.
- Rick Steiner def. Scott Steiner (4:46)
  - Rick a effectué le tombé sur Scott après un Steiner Bulldog.
- Scott Hall def. Kevin Nash par décompte à l'extérieur (14:19)
  - Nash était décompté à l'extérieur après avoir porté deux Jacknife Powerbombs sur Hall et quitté le ring.
- Bret Hart def. Sting pour conserver le WCW United States Championship (15:04)
  - Hart a battu Sting par KO quand il plaçait un Sharpshooter sur Sting quand il était inconscient.
- Hollywood Hogan def. The Ultimate Warrior (14:20)
  - Hogan a effectué le tombé sur Warrior après que Horace Hogan se ramenait et le frappait avec une chaise.
- Goldberg def. Diamond Dallas Page pour conserver le WCW World Heavyweight Championship (10:28)
  - Goldberg a effectué le tombé sur Page après avoir contré une suplex en Jackhammer.

## 1999
Halloween Havoc 1999 s'est déroulé le 24 octobre 1999 au MGM Grand Garden Arena de Las Vegas, Nevada.
- Disco Inferno def. Lash LeRoux pour conserver le WCW Cruiserweight Championship (7:35)
  - Inferno a effectué le tombé sur LeRoux après un Last Dance.
- Harlem Heat (Booker T et Stevie Ray) def. The Filthy Animals (Billy Kidman et Konnan) et The First Family (Brian Knobbs et Hugh Morrus) (w/Jimmy Hart) dans un Triple Threat Street Fight pour remporter le vacant WCW World Tag Team Championship (5:02)
  - Booker et Ray ont effectué le tombé sur Knobbs.
- Eddy Guerrero def. Perry Saturn par disqualification (11:12)
  - Saturn était disqualifié après une intervention de Ric Flair.
- Brad Armstrong def. Berlyn (w/The Wall) (4:23)
  - Armstrong a effectué le tombé sur Berlyn.
- Rick Steiner def. Chris Benoit pour remporter le WCW World Television Championship (12:50)
  - Steiner a effectué le tombé sur Benoit après que Dean Malenko le frappait avec une chaise.
- Lex Luger (w/Miss Elizabeth) def. Bret Hart (7:46)
  - Luger a fait abandonner Hart sur un Half Boston Crab.
- Sting def. Hulk Hogan pour conserver le WCW World Heavyweight Championship (0:03)
  - Sting a effectué le tombé sur Hogan qui s'est allongé pour le compte de trois en faveur de Sting.
- Goldberg def. Sid Vicious pour remporter le WCW United States Championship (7:11)
  - Goldberg battait Vicious par KO quand l'arbitre stoppait le match à la suite des saignements excessifs de Vicious.
- Diamond Dallas Page (w/Kimberly Page) def. Ric Flair dans un Strap match (12:49)
  - Page a effectué le tombé sur Flair après un Diamond Cutter.
- Goldberg def. Sting pour remporter le WCW World Heavyweight Championship (3:08)
  - Goldberg a effectué le tombé sur Sting après un Jackhammer.

## 2000
Halloween Havoc 2000 s'est déroulé le 29 octobre 2000 au MGM Grand Garden Arena de Las Vegas, Nevada.
- The Natural Born Thrillers (Mark Jindrak et Sean O'Haire) def. The Filthy Animals (Billy Kidman et Rey Mysterio, Jr.) (w/Konnan) et The Boogie Knights (Disco Inferno et Alex Wright) dans un Triangle match pour conserver le WCW World Tag Team Championship (10:06)
  - O'Haire a effectué le tombé sur Inferno après un Seanton Bomb.
- Reno def. Sgt. AWOL pour conserver le WCW Hardcore Championship (10:50)
  - Reno a effectué le tombé sur AWOL après un Roll of the Dice sur une table.
- The Misfits in Action (Lt. Loco et Cpl. Cajun) def. The Perfect Event (Shawn Stasiak et Chuck Palumbo) (9:23)
  - Loco a effectué le tombé sur Stasiak après un Tornado DDT.
- Konnan et Tygress def. Shane Douglas et Torrie Wilson (8:38)
  - Konnan a effectué le tombé sur Douglas.
- Buff Bagwell def. David Flair dans un First Blood DNA match (5:37)
  - Bagwell a ouvert le front de Flair après l'avoir donné un coup de chaise.
- Mike Sanders (w/Shawn Stasiak et Chuck Palumbo) def. Ernest Miller (en) (w/Ms. Jones) par décompte à l'extérieur dans un kickboxing match (3e round 2:00)
  - Miller était décompté à l'extérieur quand il se bagarrait avec Shane Douglas, Sanders devenait ainsi le nouveau comissionaire de la WCW.
- Mike Awesome def. Vampiro (9:49)
  - Awesome a effectué le tombé sur Vampiro après un Awesome Bomb de la troisième corde.
- General Rection def. Lance Storm (c) et Jim Duggan (w/Major Gunns) dans un Handicap match pour remporter le WCW United States Championship (10:07)
  - Rection a effectué le tombé sur Duggan après un No Laughing Matter.
- Jeff Jarrett def. Sting (14:38)
  - Jarrett a effectué le tombé sur Sting après l'avoir frappé avec sa guitare.
- Booker T def. Scott Steiner (w/Midajah) par disqualification pour conserver le WCW World Heavyweight Championship (13:27)
- Goldberg def. KroniK (Brian Adams et Bryan Clark) dans un Handicap Elimination match (3:35)
  - Goldberg a effectué le tombé sur Clark après un Spear à travers une table (2:25)
  - Goldberg a effectué le tombé sur Adams après un Jackhammer (3:35)

## 2020
NXT Halloween Havoc 2020 s'est déroulé le 28 octobre 2020 au WWE Performance Center de Orlando en Floride.
| Ordre par numéros                                                                         | Résultat                                                 | Stipulation(s)                                                    | Temps |
| ----------------------------------------------------------------------------------------- | -------------------------------------------------------- | ----------------------------------------------------------------- | ----- |
| 1                                                                                         | Johnny Gargano bat Damian Priest (c)                     | Devil's Playground match pour le NXT North American Championship  | 21:06 |
| 2                                                                                         | Santos Escobar bat Jake Atlas (avec Legado del Fantasma) | Match simple                                                      | 3:28  |
| 3                                                                                         | Dexter Lumis bat Cameron Grimes                          | Haunted House of Terror match                                     | 12:11 |
| 4                                                                                         | Rhea Ripley bat Raquel Rodriguez (avec Dakota Kai)       | Match simple                                                      | 14:02 |
| 5                                                                                         | Io Shirai (c) bat Candice LeRae                          | Tables, Ladders and Scares match pour le NXT Women's Championship | 16:30 |
| La lettre C placée entre parenthèses désigne la personne ou l’équipe championne en titre. |                                                          |                                                                   |       |

## 2021
NXT Halloween Havoc 2021 s'est déroulé le 26 octobre 2021 au WWE Performance Center de Orlando en Floride.
| Ordre par numéros                                                                         | Résultat | Stipulation(s)                                                                                 | Temps |
| ----------------------------------------------------------------------------------------- | --- | ---------------------------------------------------------------------------------------------- | ----- |
| 1                                                                                         | Toxic Attraction (Gigi Dolin et Jacy Jayne) battent Io Shirai (c) and Zoey Stark (c) et Indi Hartwell and Persia Pirotta | Triple Threat Tag Team Scareway to Hell Ladder match pour le NXT Women's Tag Team Championship | 12:22 |
| 2                                                                                         | Joe Gacy (avec Harland) bat Malik Blade                                                                                  | Match simple                                                                                   | 2:10  |
| 3                                                                                         | Roderick Strong (avec Diamond Mine) bat Odyssey Jones                                                                    | Match simple                                                                                   | 3:56  |
| 4                                                                                         | Mandy Rose bat Raquel Rodriguez (c)                                                                                      | Trick or Street Fight match pour le NXT Women's Championship                                   | 11:53 |
| 5                                                                                         | Imperium (Fabian Aichner et Marcel Barthel) battent MSK (Nash Carter et Wes Lee) (c)                                     | Lumber Jack-o'-Lantern match pour le NXT Tag Team Championship                                 | 13:10 |
| 6                                                                                         | Tommaso Ciampa (c) bat Bron Breakker                                                                                     | Match simple pour le NXT Championship                                                          | 13:49 |
| La lettre C placée entre parenthèses désigne la personne ou l’équipe championne en titre. | |                                                                                                |       |

## 2022
NXT Halloween Havoc 2022 s'est déroulé le 22 octobre 2022 au WWE Performance Center de Orlando en Floride.
Article détaillé : NXT Halloween Havoc (2022).

## 2023
NXT Halloween Havoc 2023 s'est déroulé le 24 octobre 2023 et le 31 octobre 2023 au WWE Performance Center de Orlando en Floride.
Nuit 1 (24 octobre)
| Ordre par numéros                                                                         | Résultat | Stipulation(s)                                   | Temps |
| ----------------------------------------------------------------------------------------- | --- | ------------------------------------------------ | ----- |
| 1                                                                                         | Josh Briggs et Brooks Jensen battent Tavion Heights et Riley Osborne                                                                    | Tag Team Match ayant eu lieu en Dark Match       | —     |
| 2                                                                                         | Roxanne Perez bat Kiana James | Devil's Playground match                         | 10:51 |
| 3                                                                                         | Lexis King bat Dante Chen | Match simple                                     | 4:12  |
| 4                                                                                         | Kelani Jordan bat Arianna Grace | Demi-finale du NXT Women's Breakout Tournament   | 7:35  |
| 5                                                                                         | Chase U (Andre Chase et Duke Hudson) avec (Thea Tail et Jacy Jayne) battent The Family (Tony D'Angelo et Channing "Stacks" Lorenzo) (c) | Tag Team Match pour le NXT Tag Team Championship | 11:19 |
| 6                                                                                         | Blair Davenport bat Gigi Dolin | Lights Out match                                 | 12:32 |
| 7                                                                                         | Lola Vice (avec Elektra Lopez) bat Karmen Petrovic                                                                                      | Demi-finale du NXT Women's Breakout Tournament   | 3:36  |
| 8                                                                                         | Lyra Valkyria bat Becky Lynch (c) | Match simple pour le NXT Women's Championship    | 16:06 |
| La lettre C placée entre parenthèses désigne la personne ou l’équipe championne en titre. | |                                                  |       |

Nuit 2 (31 octobre)
| Ordre par numéros                                                                         | Résultat | Stipulation(s)                                           | Temps |
| ----------------------------------------------------------------------------------------- | --- | -------------------------------------------------------- | ----- |
| 1                                                                                         | Ivy Nile bat Jaida Parker par Soumission                                                                         | Match simple ayant eu lieu en Dark Match                 | —     |
| 2                                                                                         | Brooks Jensen bat Oba Femi                                                                                       | Match simple ayant eu lieu en Dark Match                 | —     |
| 3                                                                                         | The Creed Brothers (Julius Creed et Brutus Creed) avec (Ivy Nile) battent Angel Garza et Humberto Carrillo       | Tables, Ladders and Scares match                         | 14:03 |
| 4                                                                                         | "Dirty" Dominik Mysterio (c) avec (Rhea Ripley) bat Nathan Frazer                                                | Match simple pour le NXT North American Championship     | 10:26 |
| 5                                                                                         | Bron Breakker bat Mr. Stone                                                                                      | Match simple                                             | 2:38  |
| 6                                                                                         | Chelsea Green (c) et Piper Niven (c) battent Chase U (Thea Tail et Jacy Jayne) avec (Andre Chase et Duke Hudson) | Tag Team Match pour le WWE Women's Tag Team Championship | 8:58  |
| 7                                                                                         | Lola Vice (avec Elektra Lopez) bat Kelani Jordan                                                                 | Finale du NXT Women's Breakout Tournament                | 6:56  |
| 8                                                                                         | Ilja Dragunov (c) bat Carmelo Hayes                                                                              | Match simple pour le NXT Championship                    | 16:42 |
| La lettre C placée entre parenthèses désigne la personne ou l’équipe championne en titre. | |                                                          |       |

## 2024
NXT Halloween Havoc 2024 s'est déroulé le 27 octobre 2024 au Giant Center de Hershey en (Pennsylvanie).
Article détaillé : NXT: Halloween Havoc (2024).